# Presque oui
Presque oui est un groupe de chanson française, dont le leader principal est Thibaud Defever. À l'origine, le groupe est formé par Defever et Marie-Hélène Picard en 1998. Picard décède des suites d'un cancer du poumon en 2006, après la sortie du premier album,  Sauvez les meubles, en 2005. Pour la sortie d'un autre album, Peau neuve, qui rend hommage à Marie-Hélène Picard, Defever fait appel à Sylvain Berthe.

## Biographie
Le groupe est formé en 1998 par Marie-Hélène Picard et Thibaud Defever. Defever se rappelle leur rencontre en ces mots : « J'avais 8 ans quand ma mère m'a offert ma première guitare et j'ai d'abord joué à l'oreille, avant d'apprendre le solfège et de suivre le conservatoire un peu plus tard. Ma rencontre, en 1997, avec Marie-Hélène Picard, chanteuse lyrique a été un vrai coup de cœur humain et musical. C'est avec elle que j'ai commencé à chanter quelques standards de jazz, puis à écrire des chansons. « Presque Oui » est né. » 
En 2003, le duo obtient le prix SACEM au concours de chanson française de Vesoul. Le duo remporte aussi les prix du public de la ville de Cambrai, du Furet du Nord et du Théâtre des Trois Chênes, lors du concours des Scènes d'Automne de Cambrai, le 14 octobre 2004. En 2005, le duo sort l'album Sauvez les meubles. Cette même année, Presque Oui remporte le 1er prix du Concours Le Mans Cité Chanson.
Marie-Hélène Picard décède des suites d'un cancer du poumon en 2006,. Defever fera par la suite appel à Sylvain Berthe. En 2008, le nouveau duo Defever-Berthe sort l'album Peau neuve qui rend hommage à Marie-Hélène Picard. Pour La Voix du Nord, les chansons de l'album sont « futiles et graves, drôles et poétiques, intimes et universelles. Elles nous touchent, et un peu plus à chaque écoute. Les onze chansons de  Peau neuve  dessinent un homme qui tombe et se relève, un homme qui flotte et rêve. Dans ce deuxième album de Presque Oui, dédié à Marie-Hélène Picard, sa compagne et complice en musique disparue, Thibaud Defever se raconte par petites touches subtiles. » Pour le magazine belge Point culture, « nous avons ici du travail d'orfèvre, avec onze petites pépites à peine dénaturées. Simple et efficace. »
Le 17 mai 2012, Defever remporte le Prix Raoul Breton de la Francophonie à l'issue de son concert au Théâtre. En 2015, le groupe sort l'album De toute évidence. L'année suivante sort l'album Icibalao, un conte musical qui se veut « tout public ». En février 2018, Defever joue en concert avec Lily Luca. En 2020, Defever revient avec un nouvel album Le Temps qu'il faut, aux côtés d'Isabelle Haas.

## Récompenses
- 2003 : SACEM au concours de chanson française de Vesoul[3]
- 2005 : 1er prix du Concours Le Mans Cité Chanson[4]
- 2005 : Prix du Public au Tremplin Chorus des Hauts-de-Seine (avril 2005)[réf. nécessaire]
- 2009 : Grand prix de l'auto-production 2009 avec l'album Peau neuve, décerné par l'Union Nationale des Auteurs et Compositeurs (11 février 2009)
- 2009 : Lauréat de la Fondation BEA au festival Voix de Fête à Genève (Suisse) (15 mars 2009)[réf. nécessaire]
- 2011 : Coup de cœur de l'Académie Charles Cros et sélection FIP pour l'album Ma Bande originale (2011)[réf. nécessaire]
- 2014 : Prix Jacques Douai (juillet 2014)[11]
- 2017 : Coup de coeur Jeune Public printemps 2017 de l'Académie Charles-Cros pour Icibalao (2017)[12].